# Донован Естејтс (Аризона)
Донован Естејтс (енгл. Donovan Estates) насељено је место без административног статуса у америчкој савезној држави Аризона.

## Демографија
По попису из 2010. године број становника је 1.508.
| Група             | 2000.    | 2010.         |
| Белци             | 0 (0,0%) | 62 (4,1%)     |
| Афроамериканци    | 0 (0,0%) | 9 (0,6%)      |
| Азијати           | 0 (0,0%) | 8 (0,5%)      |
| Хиспаноамериканци | 0 (0,0%) | 1.408 (93,4%) |
| Укупно            | 0        | 1.508         |